# Абдуллаева, Зари Муталим кызы
Зари Муталим кызы Абдуллаева (азерб. Zərri Mütəllim qızı Abdullayeva; 22 июля 1912, Караери, Елизаветпольская губерния — 25 декабря 1996, Караери, Самухский район) — советский азербайджанский виноградарь, Герой Социалистического Труда (1949).

## Биография
Родилась 22 июля 1912 года в селе Караери (ныне посёлок в Самухском районе Азербайджана).
Работала звеньевой в виноградарском совхозе «Азербайджан». В 1948 году получила урожай винограда в 202 центнера с гектара на площади 3,4 гектара, а в 1952 году 270 центнеров с гектара на площади в 8 гектаров. Одна из первых стала применять зимний арат и дифференцированный полив на своём участке.
Указом Президиума Верховного Совета СССР от 5 октября 1949 года за получение высоких урожаев винограда в 1948 году Абдуллаевой Зари Муталим кызы (в указе Абдуллаева Зари Муталим) присвоено звание Героя Социалистического Труда со вручением ордена Ленина и золотой медали «Серп и Молот».
Активно участвовала в общественной жизни Азербайджана. Член КПСС с 1949 года.
Скончалась 25 декабря 1996 года в пгт Караери Самухского района.